# Hoxie (Arkansas)
Hoxie é uma cidade localizada no estado americano de Arkansas, no Condado de Lawrence.

## Demografia
Segundo o censo americano de 2000, a sua população era de 2817 habitantes.
Em 2006, foi estimada uma população de 2655, um decréscimo de 162 (-5.8%).

## Geografia
De acordo com o United States Census Bureau, a localidade tem uma área de 10,3 km², sem área coberta por água.

## Localidades na vizinhança
O diagrama seguinte representa as localidades num raio de 16 km ao redor de Hoxie.